# Phymatoniscus helenae
Phymatoniscus helenae är en kräftdjursart som beskrevs av Albert Vandel 1924. Phymatoniscus helenae ingår i släktet Phymatoniscus och familjen Trichoniscidae. Utöver nominatformen finns också underarten P. h. ocellatus.